# Іваницька Ніна Лаврентіївна
Іваницька Ніна Лаврентіївна (4 січня 1940, с. Городище Менського району Чернігівської області) – українська мовознавиця, одна із провідних синтаксистів України, доктор філологічних наук з 1986, професор з 1987, заслужений працівник народної освіти України (1997); 1997, відмінник освіти України, заслужений працівник освіти України, Почесний працівник ВДПУ ім. М. Коцюбинського. [Архівовано 12 квітня 2017 у Wayback Machine.]

## Життєпис
Життєвий і науковий шлях професора Н. Л. Іваницької розпочався на Чернігівщині, але левову частку своєї невтомної праці науковець віддала Поділлю й Вінницькому державному педагогічному університету імені Михайла Коцюбинського.
- 1947-1954 рр. – навчання в Городищенській  семирічній школі  Березнянського району Чернігівської області.
- 1954-1957 рр. — навчання в Синявській середній  школі  Березнянського  району Хернігівської області.
- 1957-1962 рр. — навчання на філологічному факультеті  Черкаського державного  педагогічного  інституту імені  300-річчя возз'єднання України з Росією.
- 1962 р. — учитель англійської мови Понорницької загальноосвітньої школи Чернігівської області.
- 1963 р. — асистент  кафедри  англійської мови  Черкаського педагогічного  інституту імені  300-річчя  возз'єднання України з Росією.
- 1964-1966 рр. — учитель англійської  мови Совгаванської  середньої школи Хабаровського краю.
- 1967-1969 рр. — аспірантура на кафедрі української  мови  Київського педагогічного інституту ім. М. Горького.
- 1969 р. — захист кандидатської дисертації на здобуття наукового ступеня кандидата філологічних наук зі спец. 10.02.01 — українська мова.
- 1970-1976 рр. — старший викладач, доцент кафедри української мови Вінницького державного педагогічного інституту імені Михайла Коцюбинського
- 1976-1981 рр. — декан філологічного факультету Вінницького державного педагогічного інституту імені Михайла Коцюбинського
- 1982-1984 рр. — старший науковий співробітник кафедри української мови Вінницького державного педагогічного інституту імені Михайла Коцюбинського
- 1985 р. — захист докторської дисертації та здобуття наукового ступеня доктора філологічних наук зі спец. 10.02.01 — українська мова.
- 1986-1995 рр. — проректор із наукової роботи Вінницького державного педагогічного університету імені Михайла Коцюбинського.
- 1995-2004 рр. — завідувач кафедри української мови інституту філології й журналістики Вінницького державного педагогічного університету імені Михайла Коцюбинського.
- 2005-2007 рр. — професор кафедри методики філологічних дисциплін інституту філології й журналістики Вінницького державного педагогічного університету імені Михайла Коцюбинського.
- 2008-2015 рр. — завідувач кафедри германської й слов'янської філології, професор кафедри української мови Вінницького державного педагогічного університету імені Михайла Коцюбинського.
- з 2015 р. — професор кафедри методики філологічних дисциплін та  стилістики  української мови Вінницького  державного педагогічного університету імені Михайла Коцюбинського.

## Громадська активність
Н. Л. Іваницька активно займалася громадською роботою:
- очолювала обласне відділення Дитячого фонду;
- опікувалася релігійними організаціями Вінниччини;
- входила до складу різних комісій обласного рівня з питань ідеологічної роботи.

## Наукова діяльність
Діапазон наукових інтересів професора Н. Л. Іваницької досить широкий, про що свідчить різноплановість навчальних дисциплін, спецкурсів і спецсемінарів, які вона читала для студентів-філологів. Серед них:
- «Сучасна українська літературна мова»;
- «Загальне мовознавство»;
- «Основи наукових досліджень»;
- «Сучасні теорії категорійної граматики в лінгводидактиці»;
- «Алгоритми на заняттях мови»;
- «Комп'ютерне „освоєння“ української мови»;
- «Наукові основи вивчення синтаксису простого речення»;
- «Формально-граматична і семантико-синтаксична структура простого речення в українській та англійській мовах»;
- «Номінація процесуального денотата в українській та англійській мовах»;
- «Лінгводидактична зорієнтованість сучасних теорій категорійного синтаксису української мови».

На сьогодні Н. Л. Іваницька забезпечує викладання таких навчальних дисциплін:
- «Теоретико-дидактичні засади вичення слова»;
- «Синтагматика українських повнозначних словоназв»;
- «Сучасна теорія категорійної граматики»;
- «Українська наукова мова».

Ніна Лаврентіївна завжди в центрі наукового життя України:
- входила до спеціалізованої вченої ради із захисту докторських та кандидатських дисертацій при Інституті української мови HAH України, спеціалізованих учених рад із захисту кандидатських дисертацій зі спеціальності 10.02.01 ‒ українська мова (Харків, Кіровоград, Чернівці);
- у 2006-2010 pp. була членом експертної комісії з мовознавства ВАКу України;
- бере активну участь у міжнародних і всеукраїнських наукових конференціях, Пленумах наукових рад Інституту мовознавства ім. О. Потебні та Інституту української мови HAH України;
- виступає офіційним опонентом на захистах докторських і кандидатських дисертацій;
- із 2005 р. є членом спеціалізованої вченої ради Д 05.053.01 із захисту докторських та кандидатських дисертацій зі спеціальності 13.00.04 «Теорія і методика професійної освіти» (Вінницький державний педагогічний університет імені Михайла Коцюбинського).

У сфері наукових інтересів проф. Н. Л. Іваницької перебувають проблеми теорії категорійної граматики української мови. Упродовж багатьох років вона керувала держбюджетними темами:
- 1990-1993 рр. — «Розробка та впровадження нових технологій у навчальний процес».
- 1993-1995 рр. — «Актуальні проблеми граматики української мови».
- 2004-2006 рр. — «Автосемантизм/синсемантизм у системі категорійних вимірів слова».
- 2006-2008 рр. — «Абсолютивно-релятивні параметри повнозначних слів української мови».
- 2008-2011 рр. — «Повнозначні слова української мови і структура речення».
- 2011-2014 рр. — «Повнозначні слова української та англійської мов: семантика, функції».

З ініціативи професора Н. Л. Іваницької та її колеги — відомого в Україні доктора філологічних наук, професора П. С. Дудика, за сприяння провідних науковців Інституту української мови HAH України в 2002 р. у Вінницькому державному педагогічному університеті імені Михайла Коцюбинського була заснована наукова школа з дослідження проблем категорійної граматики. Промовистим результатом роботи наукової школи під керівництвом проф. Н. Л. Іваницької є захист кандидатських дисертацій В. А. Тимковою, Л. В. Прокопчук, Л. М. Коваль, Н. І. Кухар, Т. В. Савчук, В. М. Каленичем, Ю. Б. Лебедь, С. Ю. Ілініч.
Також у сфері інтересів Ніни Лаврентіївни перебувають новітні методи і прийоми викладання мови. Зокрема, завдяки напруженій роботі колективу авторів, очолюваного науковцем, вийшла серія посібників із різних розділів сучасної української мови з програмним забезпеченням, а також створено пакет комп'ютерних навчально-контролюючих програм «Україночка».
Два проєкти з проблем комп'ютерного освоєння української мови під її керівництвом у 1995 р. отримали призові місця на конкурсі, організованому Міністерством освіти України та міжнародним фондом «Відродження» в рамках програми «Трансформація гуманітарної освіти в Україні».
Професором Н. Л. Іваницькою зроблено значний внесок у методику використання алгоритмів на уроках української мови:
- серія з 16 друкованих й електронних посібників із застосуванням алгоритмів на уроках української мови;
- навчальний посібник «Алгоритми в практиці вивчення української мови», у розробці яких брали активну участь досвідчені викладачі-філологи.

## Відзнаки й нагороди
- Відмінник народної освіти УРСР (1990);
- Заслужений працівник народної освіти України (1997);
- Почесний працівник Вінницького державного педагогічного університету імені Михайла Коцюбинського (2004);
- Грамота Вінницької обласної державної адміністрації та обласної ради (2006);
- Почесна грамота Міністерства освіти і науки України (2007);
- інші подяки та грамоти.